# Jardín Botánico de la Universidad de California, Campus de Northridge
El Jardín Botánico de la Universidad de California, Campus de Northridge (en inglés: California State University Northridge Botanic Garden, también denominado como CSUN Botanic Garden), es un jardín botánico de 2.5 acres (1 hectárea) de extensión, dedicado a la enseñanza y administrado por la Universidad de California en Northridge, California, Estados Unidos. 
El código de identificación del California State University Northridge Botanic Garden como miembro del "Botanic Gardens Conservation International" (BGCI), así como las siglas de su herbario es  NRIDG.

## Localización

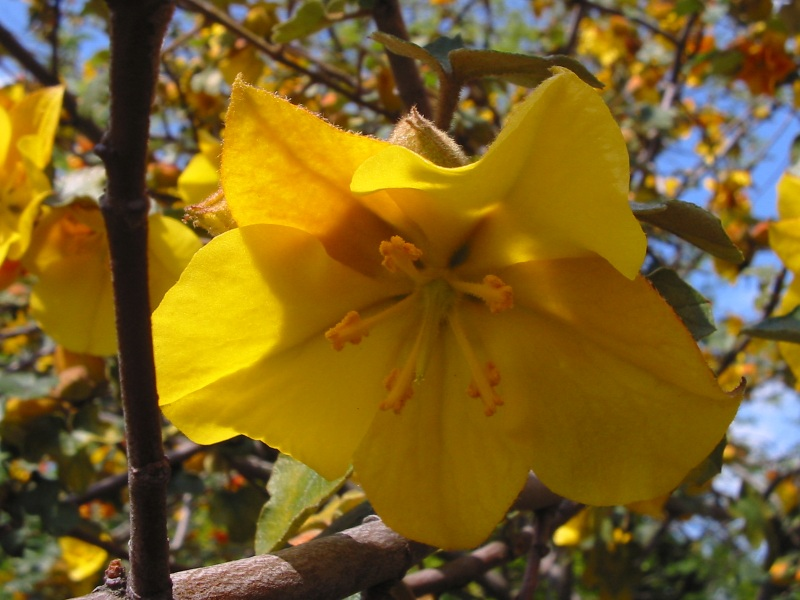
Flor de Fremontodendron californicum planta nativa de California.

El jardín botánico se ubica en el cuadrante sureste del campus de la única universidad pública situada en el Valle de San Fernando. 
CSUN Botanic Garden, Biology Department - MC 8303 18111 Nordhoff Street Northridge, Los Angeles county, California CA 91330-8303 United States of America-Estados Unidos de América.
Planos y vistas satelitales.34°14′20.04″N 118°31′36.48″O / 34.2389000, -118.5268000
Es visitable en los días de clase de la universidad siendo la entrada gratuita.

## Historia
Poco después de la creación del campus de la universidad (una de las ramas de la Universidad Estatal de California "Cal State L.A.") en 1959, se empezó a cultivar el jardín botánico con una colección inicial de plantas nativas de California.

## Colecciones

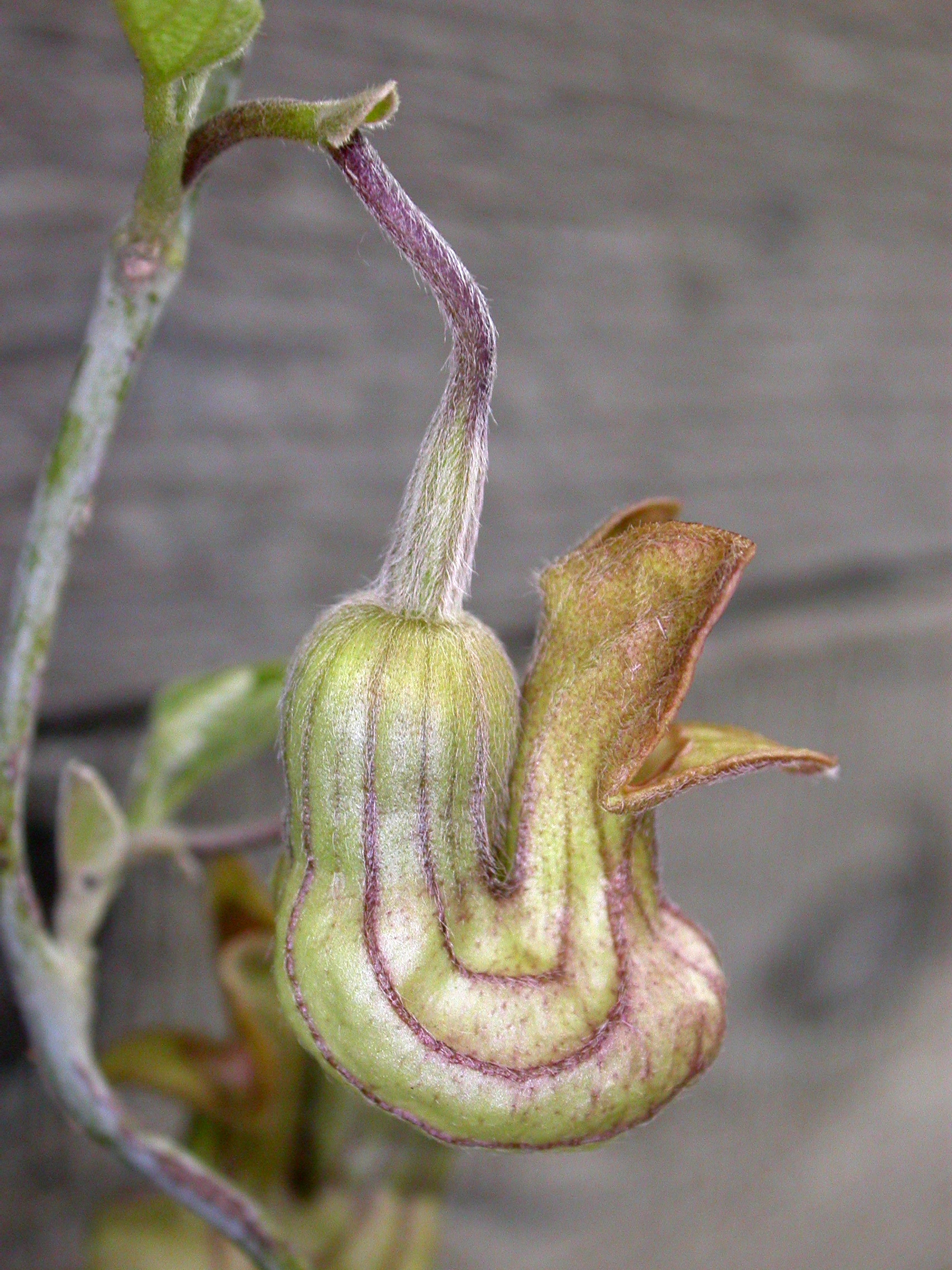
Flor de Aristolochia californica planta nativa de California.

Este jardín botánico alberga más de 1,200 especies y cultivares. Representando diferentes regiones geográficas y temas, las diferentes secciones :
- Cactus y suculentas,
- Plantas nativas de California,
- Colección de palmas,
- Colección de especies asiáticas,
- Plantas de Nueva Zelanda,
- Colección de hierbas,
- Plantas de bulbo,
- Plantas que sustentan la alimentación de las mariposas.

El jardín botánico de la CSUN patrocina la "CSUN-al Gardening", una serie de cuatro clases de temática de jardinería gratis al año. 